# Headshot (Band)
Headshot ist eine deutsche Thrash-Metal-Band aus Braunschweig.

## Geschichte
Die Band wurde 1993 von Gitarrist Olaf Danneberg, Bassist Steffen Keuchel und Schlagzeuger Till Hartmann in Braunschweig gegründet. Da Till Hartmann noch mit zwei anderen Bandprojekten ausgelastet war, stieg für ihn Moritz Hoffmeister am Schlagzeug ein, Andi Bruer wurde der neue Sänger. Das Debütalbum Brain at Risk erschien 1996 und fand wegen des extremen und brutalen Stils in der Braunschweiger Metal-Gemeinde breite Beachtung. Durch zahlreiche Konzerte bundesweit erspielten Headshot sich über die Jahre einen Status als „die Braunschweiger Metal-Band“.
Mit ihrer zweiten CD Emotional Overload unter Gutter Records schaffte die Band den Sprung über den Atlantik. Pavement Music lizenzierte das Album für den Handel in den USA, wo die Band damit weiteren Erfolg hatte. Zudem ersetzte Bassist Matze Grün (Ex Square Waves/Protector) Steffen Keuchel. 2000 kehrte Schlagzeuger Till Hartmann zur Band zurück.
Im Februar 2003 erschien schließlich ihr drittes Studioalbum Diseased. Die Kritiken in zahlreichen Fanzines sind ausnahmslos gut und bescheinigten Headshot, dass sie mit ihrem Album gut bei den Fans angekommen sind. 2003 stellte die Band Henrik Osterloh als zweiten festen Gitarristen ein. Sven Nothdurft spielte ab 2004 für ein Jahr den Bass, bevor er dauerhaft durch Stefan Stürmer ersetzt wurde.
Im Jahr 2008 unterzeichnete die Band einen Deal mit Firefield Records für ihr neues Album As Above, So Below, welches am 30. Mai 2008 erschien. Mit As Above, So Below feierte die Band ebenfalls großen Erfolg, woraufhin eine Tour durch Deutschland gestartet wurde.
Kurz vor Veröffentlichung verließ der langjährige Sänger Andi Bruer die Band aus persönlichen Gründen. Kurze Zeit später konnte aber mit Daniela Karrer (Ex Square Waves / Uppercut) ein Ersatz gefunden werden. Im Jahr 2010 begab sich Headshot ins Studio um eine neue Scheibe mit der aktuellen Besetzung einzuspielen. Das Album Synchronicity erschien am 21. Mai 2011. Mit Platz 11 in der Richterskala des Rock Hard Magazins schrammte die Band knapp an der Dynamit-CD vorbei. Ende 2011 verließ Bassist Stefan Stürmer die Band und wurde von Max Hunger (auch Deny the Urge) ersetzt.

## Stil
Die Band orientiert sich stark am Thrash Metal der 1980er Jahre aus der San Francisco Bay Area.

## Bandmitglieder

Headshot live auf dem Metal Frenzy 2018 in Gardelegen
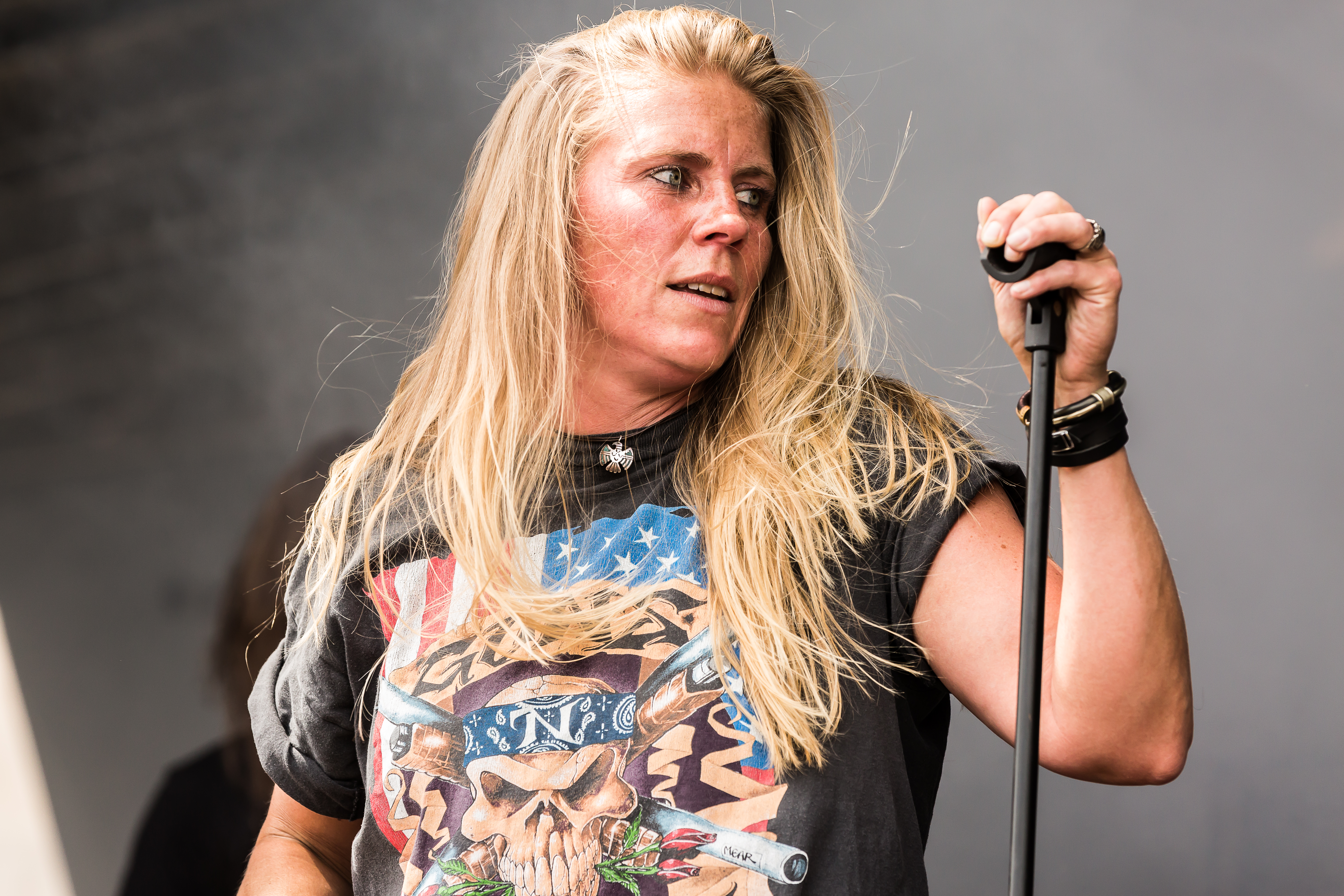
Sängerin Daniela Karrer
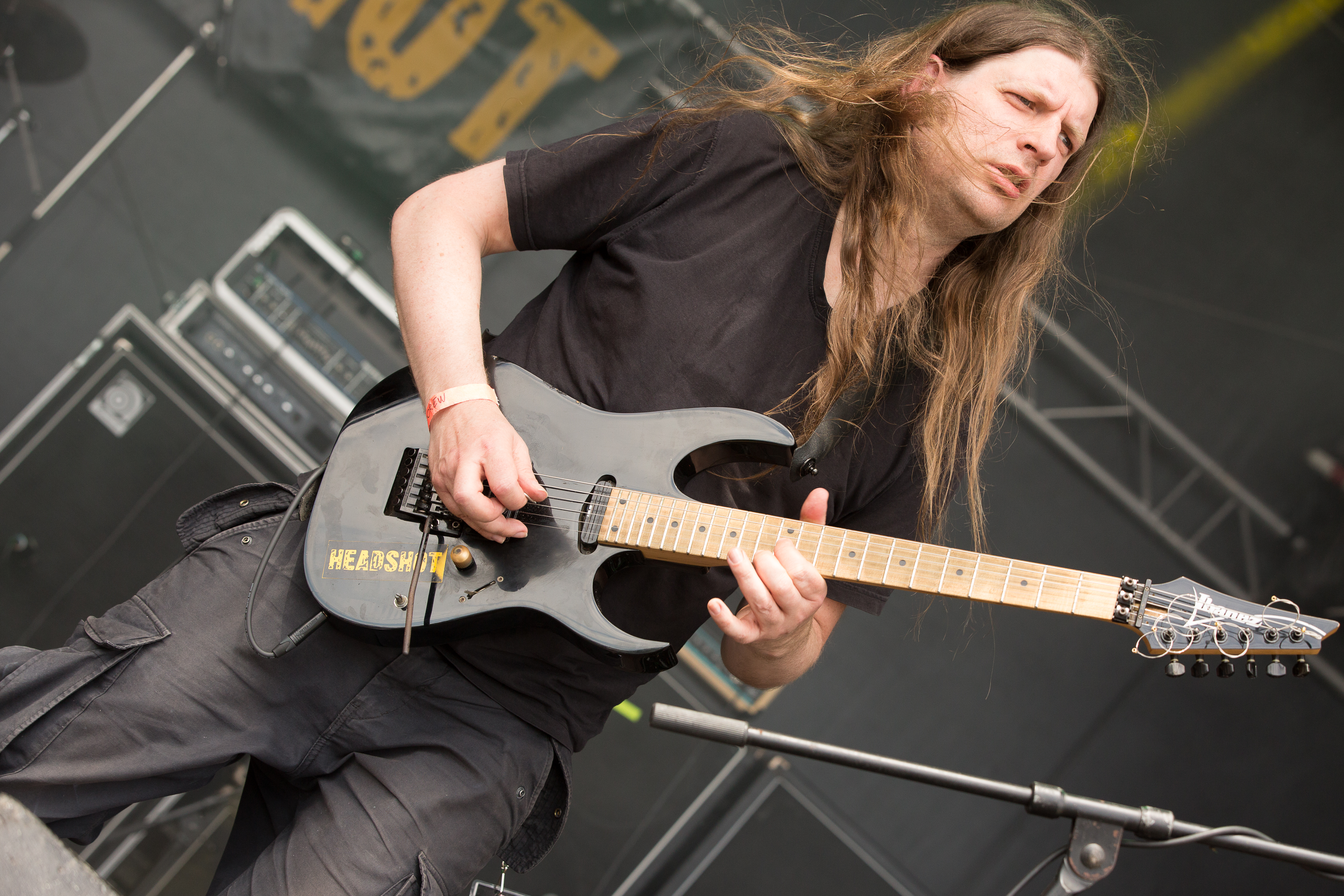
Gitarrist Olaf Danneberg
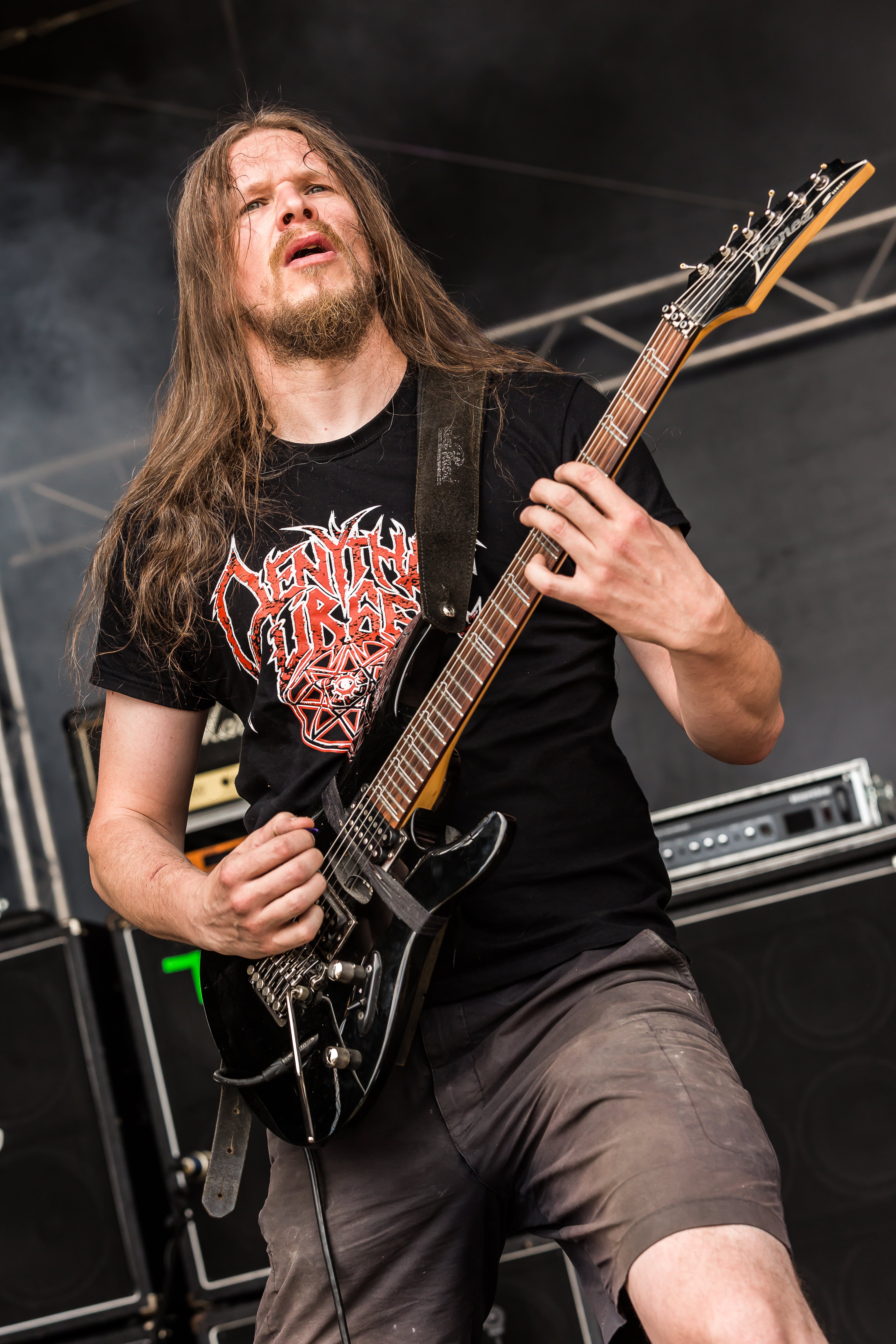
Gitarrist Henrik Osterloh
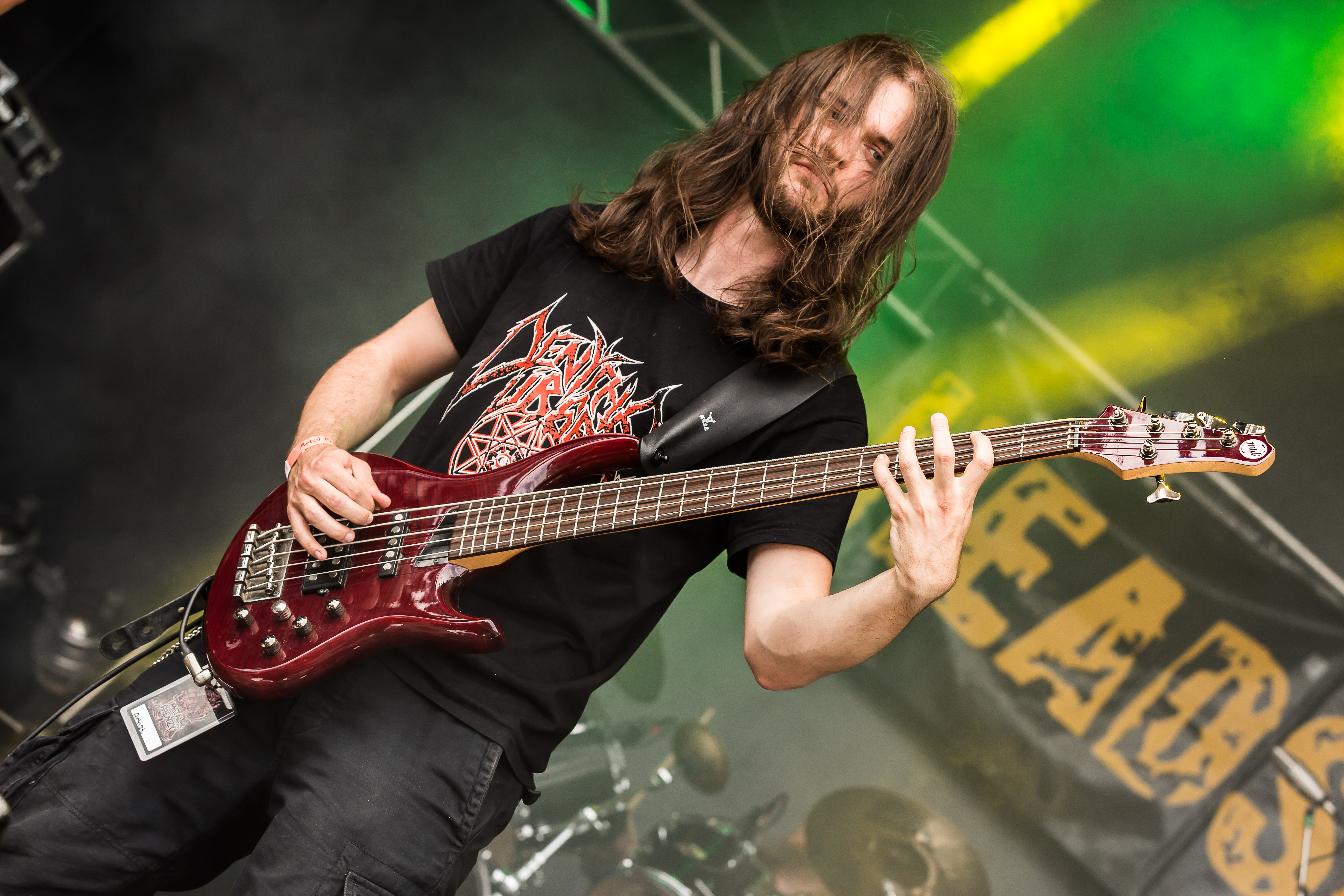
Bassist Max Hunger
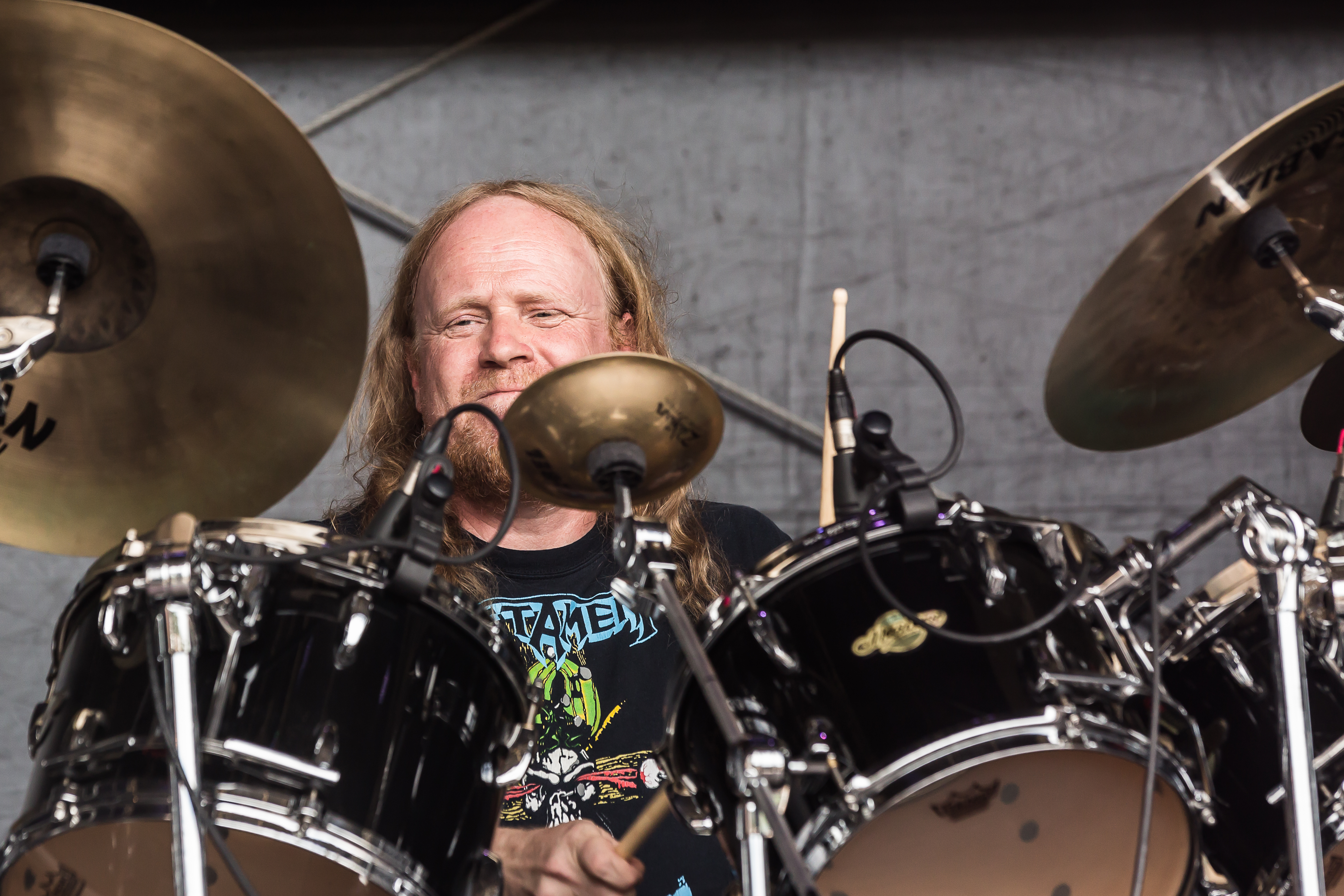
Schlagzeuger Till Hartmann

## Diskografie
- 1996: Brain at Risk
- 1999: Emotional Overload
- 2003: Diseased
- 2008: As Above, So Below
- 2011: Synchronicity
- 2022: Eyes of the Guardians